# 日本語国際センター

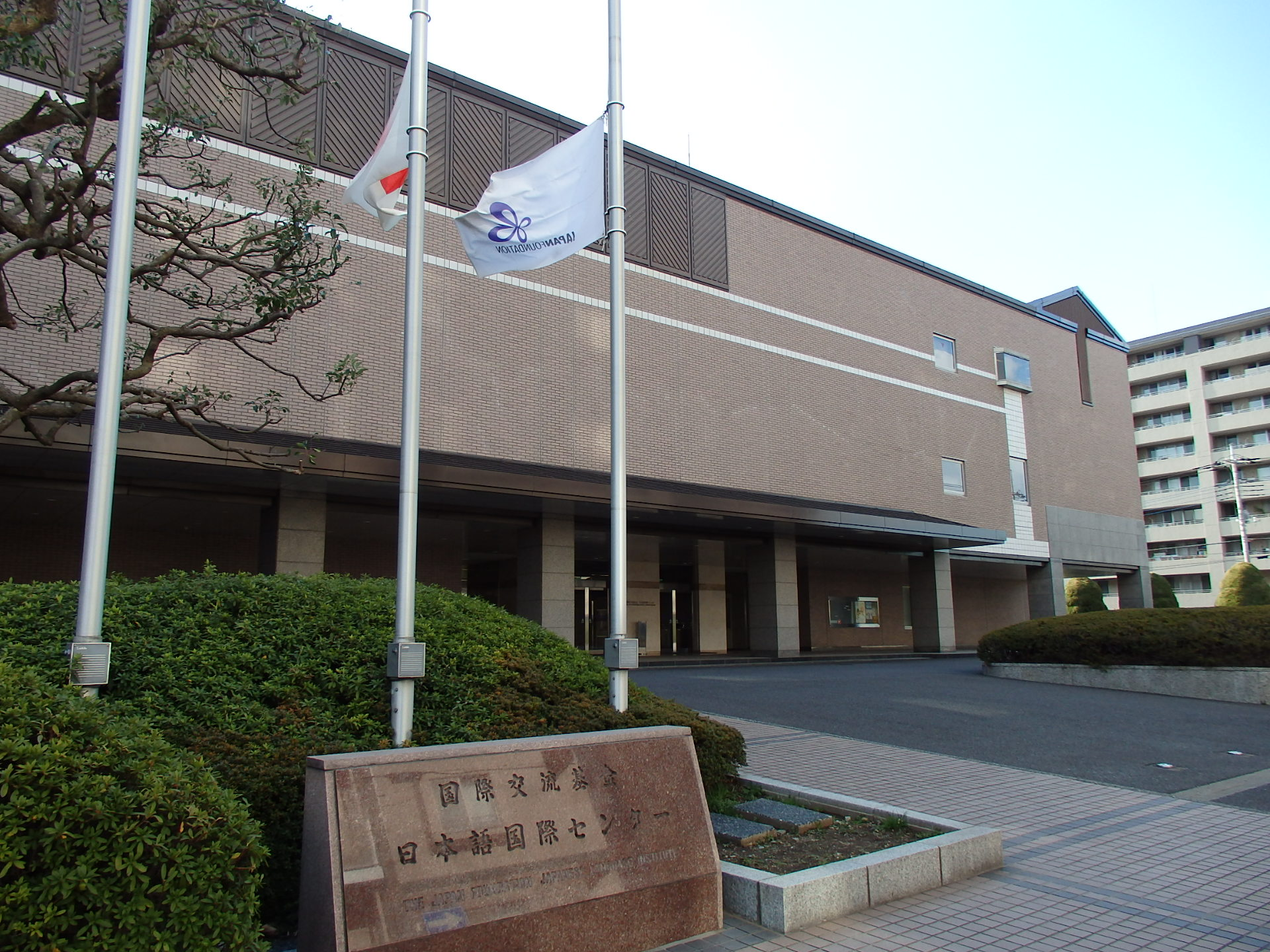
日本語国際センター

日本語国際センター（にほんごこくさいセンター）は、埼玉県さいたま市浦和区に所在する日本語教育・国際交流の中心拠点施設。独立行政法人国際交流基金が設立した施設で、図書館や宿泊施設などを併設する。

## 概要
日本の文化を紹介し、諸外国との文化交流を促進していた国際交流基金が、1989年（昭和64年）1月4日に、文教都市として知られていた埼玉県浦和市に設立した。海外での日本語教育の支援促進を目的とする日本初の中心的・総合的拠点施設として設立された。海外日本語教師の招聘のほか、日本語教授法シリーズの出版、エリンが挑戦! にほんごできます。（NHK教育テレビジョン）の制作も行った。
大阪府には1997年（平成9年）、泉佐野市に関西国際センターが設置された。2001年（平成13年）に、浦和市が大宮市・与野市と合併したことから、所在地はさいたま市浦和区となった。市内には、国際交流施設として国際交流センターが浦和駅前のコムナーレ9階に設置されている。

## 施設
- 日本語国際センター図書館 - 日本語教育に関する専門図書館
- 多目的ホール - 200人収容[1]
- 宿泊室 - 144室
- 食堂
- 和室

## 沿革
- 1989年（平成元年）7月1日 - 設立[2]。

## アクセス
所在地：埼玉県さいたま市浦和区北浦和5-6-36
- JR京浜東北線北浦和駅西口より徒歩8分

## 周辺
- 国道17号（中山道）
- 武蔵野線（大宮支線）
- 埼玉県理容美容専門学校